# Район ар-деко в Майами-Бич
Район ар-деко в Майами-Бич (англ. Miami Art Deco District), расположенный в Саут-Бич (южной части Майами-Бич, Флорида). Ограничен побережьем Атлантического океана с востока, 6-й стрит с юга, Олтон-роуд (англ. Alton Road) с запада, каналом Коллинс (англ. Collins Canal) и бульваром Дейд (англ. Dade Boulevard) с севера. Здесь находятся 960 зданий, представляющих исторический и архитектурных интерес, прежде всего, как образцы развития архитектуры ар-деко во Флориде. Официально признан историческим районом общенационального значения (англ. U.S. Historic District) 14 мая 1979 года. Район был также известен как место проживания итальянского модельера Джанни Версаче, который жил в особняке на Оушен-драйв.

## Историческая значимость
В 1989 году район профессионально описан в «A Guide to Florida’s Historic Architecture», опубликованном издательством Флоридского университета.
Хотя сам по себе район считается уникальным местом, архитектурный облик которого формировался под влиянием европейских направлений, похожие места встречаются за пределами США. Одним из таких мест является Нейпир в Новой Зеландии, центр которого был перестроен в стиле ар-деко после землетрясения 1931 года. После реставрации начала 2000-х годов Нейпир, наряду с некоторыми районами Флориды, в настоящее время считаются лучшими примерами этого архитектурного стиля.

В проектировании зданий участвовали такие архитекторы, как Альберт Энис (1889—1964), Лестер Эйвери, Антон Скислевич (1895—1980), Л. Мюррей Диксон (1901—1949), Чарльз Р. Греко (1873—1962), Генри Хоухозер (1895—1963), Игорь Полевицкий (1911—1978) и др.
- Отель «Парк Сентрал» (англ. Park Central), арх. Генри Хоухозер, 1937
- «Империал» (англ. Imperial), 1939 год.
- «Маджестик» (англ. Majestic), арх. Альберт Энис, 1940 год.
- Авалон (англ. Avalon), арх. Альберт Энис, 1941 год
- «Бикон», (англ. Beacon), арх. Генри О. Нельсон, 1936 год
- Отель «Колони» (англ. Colony Hotel), арх. Генри Хоухозер, 1935 год
- Отель «Уолдорф-тауэрс» (англ. Waldorf Towers), арх. Альберт Энис, 1937 год.
- «Брейкуотер» (англ. Breakwater), арх. Антон Скислевич, 1939 год.
- «Эдисон» (англ. Edison), арх. Генри Хоухозер, 1935 год.
- «Кливлендер» (англ. Clevelander), арх. Альберт Энис, 1939 год.
- «Адриан» (англ. Adrian), 1934 год.
- «Лесли» на Оушен-драйв (англ. Leslie), арх. Альберт Энис, 1937 год.
- «Карлайл» (англ. Carlyle), 1941 год.
- Отель «Бульвар» (англ. Boulevard Hotel), арх. Август Сварц, 1950 год.
- «Кардозо» (англ. Cardozo), арх. Генри Хоухозер, 1939 год
- Отель «Кавалиир» (англ. Cavalier Hotel), 1936 год.
- Отель «Недерлендз» (англ. Netherlands Hotel), 1935 год.
- Отель «Макалпин» (англ. McAlpin Hotel), арх. Л. Мюррей Диксон, 1940 год.
- Отель «Марлин» (англ. Marlin Hotel)
- «Эссекс-хауз» (англ. Essex House), арх. Генри Хоухозер, 1938 год.